# Amazona kawalli
Amazona kawalli е вид птица от семейство Папагалови (Psittacidae). Видът е почти застрашен от изчезване.

## Разпространение
Видът е разпространен в Бразилия.